# Mary Meyers
Pour les articles homonymes, voir Meyers.
Mary Margret Meyers, née le 10 février 1946 à Saint Paul et morte le 21 mars 2024, est une ancienne patineuse de vitesse américaine. Lors des Jeux olympiques d'hiver de 1968 à Grenoble, elle est médaillée d'argent au 500 mètres à égalité avec sa compatriote Jennifer Fish. Elle avait dominé le 500 m lors des Championnats du monde toutes épreuves de 1967.

## Palmarès
- Jeux olympiques d'hiver
  -  Médaille d'argent du 500 m aux Jeux de Grenoble en 1968

## Records personnels
| Épreuve | Temps        | Date |
| ------- | ------------ | ---- |
| 500 m   | 45 s 7       | 1967 |
| 1 000 m | 1 min 39 s 5 | 1968 |
| 1 500 m | 2 min 30 s 4 | 1967 |
| 3 000 m | 5 min 50 s 5 | 1968 |